# Campionati del mondo di atletica leggera 2019 - 3000 metri siepi femminili
La specialità dei 3000 metri siepi femminili dei campionati del mondo di atletica leggera 2019 si è svolta tra il 27 e il 30 settembre allo Stadio internazionale Khalifa di Doha, in Qatar.

## Podio
| Pos.    | Atleta                | Nazionalità | Tempo   |
| ------- | --------------------- | ----------- | ------- |
| Oro     | Beatrice Chepkoech    | Kenya       | 8'57"84 |
| Argento | Emma Coburn           | Stati Uniti | 9'02"35 |
| Bronzo  | Gesa Felicitas Krause | Germania    | 9'03"30 |

## Situazione pre-gara

### Record
Prima di questa competizione, il record del mondo (RM) e il record dei campionati (RC) erano i seguenti.
| Record                | Prestazione | Atleta                   | Data                                 | Competizione  |
| --------------------- | ----------- | ------------------------ | ------------------------------------ | ------------- |
| Record mondiale       | 8'44"32     | Beatrice Chepkoech Kenya | 20 luglio 2018 Monaco                |               |
| Record dei campionati | 9'02"58     | Emma Coburn Stati Uniti  | 11 agosto 2017 Londra, Gran Bretagna | Mondiali 2017 |

### Campioni in carica
I campioni in carica, a livello mondiale e olimpico, erano:
| Campione | Atleta                  | Prestazione | Data                                   | Competizione                |
| -------- | ----------------------- | ----------- | -------------------------------------- | --------------------------- |
| Olimpico | Ruth Jebet Bahrein      | 8'59"75     | 15 agosto 2016 Rio de Janeiro, Brasile | Giochi della XXXI Olimpiade |
| Mondiale | Emma Coburn Stati Uniti | 9'02"58     | 5 agosto 2017 Londra, Gran Bretagna    | Mondiali 2017               |

### La stagione
Prima di questa gara, gli atleti con le migliori tre prestazioni dell'anno erano:
| Pos. | Atleta                   | Prestazione | Data                                  |
| ---- | ------------------------ | ----------- | ------------------------------------- |
| 1    | Beatrice Chepkoech Kenya | 8'55"58     | 30 giugno 2019 Palo Alto, Stati Uniti |
| 2    | Norah Jeruto Kenya       | 9'03"71     | 13 giugno 2019 Oslo, Norvegia         |
| 3    | Hyvin Kiyeng Kenya       | 9'03"83     | 29 agosto 2019 Zurigo, Svizzera       |

## Risultati

### Batterie
Le batterie si sono tenute il 27 settembre dalle ore 18:55.

Qualificazione: i primi tre di ogni batteria (Q) e i sei tempi migliori (q) si qualificano alle semifinali.
| Pos. | Batteria | Atleta                    | Nazionalità                 | Tempo    | Note                                     |
| ---- | -------- | ------------------------- | --------------------------- | -------- | ---------------------------------------- |
| 1    | 2        | Beatrice Chepkoech        | Kenya                       | 9'18"01  | Q                                        |
| 2    | 2        | Courtney Frerichs         | Stati Uniti                 | 9'18"42  | Q                                        |
| 3    | 2        | Gesa Felicitas Krause     | Germania                    | 9'18"82  | Q                                        |
| 4    | 2        | Anna Emilie Møller        | Danimarca                   | 9'18"92  | q                                        |
| 5    | 1        | Peruth Chemutai           | Uganda                      | 9'21"98  | Q                                        |
| 6    | 1        | Emma Coburn               | Stati Uniti                 | 9'23"40  | Q                                        |
| 7    | 1        | Celliphine Chespol        | Kenya                       | 9'24"22  | Q                                        |
| 8    | 1        | Mekides Abebe             | Etiopia                     | 9'27"61  | q                                        |
| 9    | 1        | Genevieve Gregson         | Australia                   | 9'27"74  | q                                        |
| 10   | 2        | Luiza Gega                | Albania                     | 9'28"32  | q                                        |
| 11   | 1        | Karoline Bjerkeli Grøvdal | Norvegia                    | 9'28"84  | q                                        |
| 12   | 3        | Hyvin Kiyeng              | Kenya                       | 9'29"15  | Q                                        |
| 13   | 3        | Winfred Mutile Yavi       | Bahrein                     | 9'29"40  | Q                                        |
| 14   | 3        | Maruša Mišmaš             | Slovenia                    | 9'29"68  | Q                                        |
| 15   | 1        | Geneviève Lalonde         | Canada                      | 9'30"01  | q                                        |
| 16   | 2        | Elizabeth Bird            | Gran Bretagna               | 9'30"13  | Miglior prestazione personale            |
| 17   | 2        | Allie Ostrander           | Stati Uniti                 | 9'30"85  | Miglior prestazione personale            |
| 18   | 3        | Fancy Cherono             | Kenya                       | 9'32"34  |                                          |
| 19   | 3        | Yekaterina Ivonina        | Atleti Neutrali Autorizzati | 9'35"59  | Miglior prestazione personale stagionale |
| 20   | 3        | Irene Sánchez-Escribano   | Spagna                      | 9'37"34  |                                          |
| 21   | 1        | Aimee Pratt               | Gran Bretagna               | 9'38"91  | Miglior prestazione personale            |
| 22   | 3        | Zerfe Wondemagegn         | Etiopia                     | 9'40"92  |                                          |
| 23   | 1        | Xu Shuangshuang           | Cina                        | 9'42"23  |                                          |
| 24   | 1        | Adva Cohen                | Israele                     | 9'42"92  |                                          |
| 25   | 3        | Zhang Xinyan              | Cina                        | 9'43"75  |                                          |
| 26   | 1        | Anna Tropina              | Atleti Neutrali Autorizzati | 9'44"06  |                                          |
| 27   | 2        | Paige Campbell            | Australia                   | 9'44"80  | Miglior prestazione personale            |
| 28   | 1        | Alicja Konieczek          | Polonia                     | 9'44"96  |                                          |
| 29   | 3        | Belén Casetta             | Argentina                   | 9'45"07  |                                          |
| 30   | 2        | Michelle Finn             | Irlanda                     | 9'47"44  |                                          |
| 31   | 3        | Marwa Bouzayani           | Tunisia                     | 9'47"78  |                                          |
| 32   | 1        | Özlem Kaya                | Turchia                     | 9'48"08  |                                          |
| 33   | 3        | Regan Yee                 | Canada                      | 9'48"56  |                                          |
| 34   | 3        | Rosie Clarke              | Regno Unito                 | 9'49"18  |                                          |
| 35   | 2        | Lomi Muleta               | Etiopia                     | 9'49"28  |                                          |
| 36   | 3        | Georgia Winkcup           | Australia                   | 9'50"21  |                                          |
| 37   | 2        | Viktória Wagner-Gyürkés   | Ungheria                    | 9'52"11  |                                          |
| 38   | 2        | Camilla Richardsson       | Finlandia                   | 9'53"06  |                                          |
| 39   | 2        | Reimi Yoshimura           | Giappone                    | 9'55"72  |                                          |
| 40   | 2        | Maria Bernard-Galea       | Canada                      | 9'57"03  |                                          |
| 41   | 1        | Ophélie Claude-Boxberger  | Francia                     | 10'05"10 |                                          |
| 42   | 2        | Tuğba Güvenç              | Turchia                     | 10'13"79 |                                          |

### Finale
La finale si è tenuta il 30 settembre dalle ore 21:50.
| Pos.    | Atleta                    | Nazionalità | Tempo   | Note                                     |
| ------- | ------------------------- | ----------- | ------- | ---------------------------------------- |
| Oro     | Beatrice Chepkoech        | Kenya       | 8'57"84 | Record dei campionati                    |
| Argento | Emma Coburn               | Stati Uniti | 9'02"35 | Miglior prestazione personale            |
| Bronzo  | Gesa Felicitas Krause     | Germania    | 9'03"30 | Record nazionale                         |
| 4       | Winfred Mutile Yavi       | Bahrein     | 9'05"68 | Miglior prestazione personale            |
| 5       | Peruth Chemutai           | Uganda      | 9'11"08 | Miglior prestazione personale stagionale |
| 6       | Courtney Frerichs         | Stati Uniti | 9'11"27 |                                          |
| 7       | Anna Emilie Møller        | Danimarca   | 9'13"46 | Record nazionale                         |
| 8       | Hyvin Kiyeng              | Kenya       | 9'13"53 |                                          |
| 9       | Luiza Gega                | Albania     | 9'19"93 | Record nazionale                         |
| 10      | Genevieve Gregson         | Australia   | 9'23"84 | Miglior prestazione personale stagionale |
| 11      | Mekides Abebe             | Etiopia     | 9'25"66 | Miglior prestazione personale stagionale |
| 12      | Maruša Mišmaš             | Slovenia    | 9'25"80 |                                          |
| 13      | Karoline Bjerkeli Grøvdal | Norvegia    | 9'29"41 |                                          |
| 14      | Geneviève Lalonde         | Canada      | 9'32"92 |                                          |
|         | Celliphine Chespol        | Kenya       | dnf     |                                          |